# Oebaki
Oebaki is een bestuurslaag in het regentschap Timor Tengah Selatan van de provincie Oost-Nusa Tenggara, Indonesië. Oebaki telt 1883 inwoners (volkstelling 2010).